# 里奇角
70°25′S 68°20′E / 70.417°S 68.333°E
里奇角（英語：Ritchie Point）是南極洲的海岬，位於麥克羅伯特森地，屬於查爾斯王子山脈的一部分，由澳大利亞探險隊繪入地圖，現時由南極條約體系管理。